# Грехов, Юрий Николаевич
Юрий Никола́евич Гре́хов (род. 15 октября 1962, Горький, РСФСР, СССР) — российский военачальник. Заместитель Главнокомандующего Воздушно-космическими силами по вооружению с 2021 года. Командующий Войсками противовоздушной и противоракетной обороны — заместитель Главнокомандующего ВКС (2018—2021). Генерал-полковник (2021), кандидат военных наук.

## Биография
Родился 15 октября 1962 года в городе Горьком.
В 1984 году окончил Горьковское высшее зенитное ракетное училище противовоздушной обороны, затем в 1994 году — Военную академию противовоздушной обороны имени Г. К. Жукова в Твери.
За время службы прошёл все должности от начальника расчёта радиотехнической батареи до заместителя командира зенитного ракетного полка дивизии противовоздушной обороны армии ВВС и ПВО Дальневосточного военного округа. На эту должность был назначен с должности командира зенитного ракетного дивизиона 54 зенитной ракетной бригады 12 корпуса противовоздушной обороны корпуса ПВО Северо-Кавказского военного округа.
С 1998 по 2005 годы проходил военную службу на должностях командира зенитного ракетного полка авиации и ПВО Тихоокеанского флота, начальника зенитных ракетных войск авиации и противовоздушной обороны Войск и Сил на Северо-востоке РФ. С июня 2004 года — начальник штаба — первый заместитель начальника Управления ВВС и ПВО на Северо-востоке Российской Федерации.
В 2005 году зачислен слушателем Военной академии Генерального штаба Вооружённых сил Российской Федерации.
С июня 2007 по 2009 год исполнял обязанности начальника штаба — заместителя командира дивизии противовоздушной обороны Командования специального назначения.
В 2009 году назначен начальником штаба — заместителем командира бригады противовоздушной обороны Оперативно-стратегического командования воздушно-космической обороны.
С ноября 2012 года — командир бригады противовоздушной обороны командования противовоздушной и противоракетной обороны.
С декабря 2013 года начальник штаба — первый заместитель командующего войсками противовоздушной и противоракетной обороны.
Указом Президента Российской Федерации от 13 декабря 2014 года № 764 присвоено воинское звание — «генерал-майор».
В 2015 году назначен начальником штаба — заместителем командующего войсками противовоздушной и противоракетной обороны Воздушно-космических сил.
С декабря 2018 года командующий войсками противовоздушной и противоракетной обороны — заместитель главнокомандующего Воздушно-космическими силами России. Присвоено воинское звание генерал-лейтенант.
В 2021 году освобождён от должности командующего войсками противовоздушной и противоракетной обороны и назначен на должность заместителя главнокомандующего Воздушно-космическими силами России по вооружению.
Указом Президента РФ № 355 от 11 июня 2021 года присвоено воинское звание генерал-полковник.
Преподаёт в Военной академии противовоздушной обороны имени Г. К. Жукова, кандидат военных наук.

## Международные санкции
21 июня 2022 года на фоне вторжения России на Украину попал под санкции ЕС.

## Награды
- орден «За заслуги перед Отечеством» IV степени с мечами;
- орден Александра Невского;
- орден «За военные заслуги» (25.07.2002)[7];
- медали ордена «За заслуги перед Отечеством» I и II степени;
- юбилейная медаль «300 лет Российскому флоту»;
- юбилейная медаль «70 лет Вооружённых Сил СССР»;
- медаль «За воинскую доблесть» (Минобороны) I степени;
- медаль «За укрепление боевого содружества» (Минобороны);
- медаль «За отличие в военной службе» (Минобороны) I и II степени;
- медаль «200 лет Министерству обороны»;
- медаль «За возвращение Крыма»;
- медаль «Участнику военной операции в Сирии»;
- медаль «За службу в Военно-воздушных силах»;
- медаль «100 лет военно-воздушным силам»;
- медаль «За безупречную службу» III степени.